# 天航
天航（1980年12月17日—），射手座，香港作家，香港小說會副理事長。曾就讀全完中學，曾是香港大學聖約翰學院宿生及田徑隊隊長，畢業於香港大學社會科學系，主修心理學及經濟學。天航由中學時期開始，已熱衷寫作，向南華早報投稿，於2000年參加數碼通ism@rt網站的二千年願望計劃而出道，同年12月於生日當天推出第一本小說《戀上白羊的弓箭》，感動過無數顆年輕的心，曾獲香港雜誌《TVB周刊》及內地少女時裝雜誌《COCO》轉載，亦被香港電台改編成廣播劇。天航出道初期是博益出版集團旗下一本堂的作者，創作了《披上狼皮的羊咩咩》和《書虫的少年時代》等愛情小說，而前者亦被眾多讀者選定為天航「最催淚的愛情小說」。2004年他不與博益續約，同年成立天航出版社，自資出書，憑《三分球神射手》系列成為最暢銷本地男作家，至今仍是高踞各大銷量榜的全職作家。
自2010年起，天航移居台北，結識台灣女友E小姐，並於2012年11月求婚成功，完成畢生最大的夢想──結婚。天航於2013年3月，和E小姐結婚，由一個香港低下階層變成台灣中產。天航最喜愛的服裝是V領T恤，曾穿著「Deep V」T恤出席2011年廣州南國書香節及2012年香港書展的座談會並舉行簽名會。
目前他正在創作D系列的第七集，這系列由銷量最差變成大受歡迎，第四集《秦始皇最恐怖的遺言》在十月底出版，旋即高踞各大書局暢銷榜，只憑一個多月的銷量，即成為香港2012年度全年暢銷書排行榜第一的文學類作品，第五集《先知瑪雅的未知夢》亦是2015年整年度全港暢銷榜上排名第一的文學類作品。

 第六集《曼德拉超時空實驗》亦是2018年整年度全港暢銷榜上排名第一的文學類作品。
天航的讀者主要是青少年，曾得到作家倪匡先生的稱讚。其作品類型以小說為主，天馬行空，著作題材多樣化，喜以中國傳統章回小說行文結構。近年天航從「分子料理」得到啟發，正鑽研一種融合各類型小說要素的「分子小說」。

天航入選2018年度香港書展主題作家之一，該年年度主題為「愛情文學」，並出席講座。
作品方面，《書虫的少年時代》、《愛因斯坦被摑了一巴》及《秦始皇最恐怖的遺言》曾分別入選第十五屆、第十九屆及第二十六屆中學生十大好書龍虎榜，其中《秦》一書以以最高票數當選十大好書龍虎榜，令天航在2015年獲選為「全港中學生最喜愛作家」。天航大部分作品已由台灣蓋亞文化出版，中國大陸版曾由湖南魅麗文化及天窗文化(中國)出版。
近年，天航開始讓其作品嘗試以跨媒體方式陸續展現，除了於App Store發布部分電子版小說外，更以漫畫、舞台劇等方式展現給不同的受眾群面前。

## 作品列表[13]

### 愛情阿米巴系列（一本堂時期）
1. 《戀上白羊的弓箭》（出版日期：2000年12月）
2. 《披上狼皮的羊咩咩》（出版日期：2001年2月）
3. 《粉紅蠍子天秤魔女》（出版日期：2001年6月）
4. 《我是你的地下枕頭》（出版日期：2001年11月）
5. 《書的少年時代》（出版日期：2002年11月）

### 運動短襪系列（一本堂時期）
1. 《四百米的終點線》（出版日期：2001年7月）
2. 《三分球神射手Ⅰ》（出版日期：2002年3月）
3. 《三分球神射手Ⅱ》（出版日期：2002年7月）

### 超超新派運動武俠系列
- 《三分球神射手Ⅲ》（出版日期：2004年6月）
- 《三分球神射手Ⅳ》（出版日期：2004年12月）
- 《三分球神射手Ⅴ》（出版日期：2005年6月）
- 《三分球神射手Ⅵ》（出版日期：2005年11月）
- 【三分球神射手01】《三分球神射手☆卷一》完全版（出版日期：2011年4月）
- 【三分球神射手02】《三分球神射手☆卷二》完全版（出版日期：2011年6月）
- 【三分球神射手03】《三分球神射手☆卷三》完全版（出版日期：2011年11月）
- 【三分球神射手04】《三分球神射手☆卷四》完全版（出版日期：2011年12月）
- 【三分球神射手05】《三分球神射手☆卷五》完全版（出版日期：2012年3月）
- 【三分球神射手06】《三分球神射手☆卷六》完全版（出版日期：2012年6月）
- 《曙光Ⅰ》（出版日期：2007年6月）
- 【曙光01】《曙光☆卷一》（新生版）（出版日期：2022年8月）
- 【曙光02】《曙光☆卷二》（出版日期：2022年7月）
- 【曙光03】《曙光☆卷三》（出版日期：2024年1月）

### D系列
- D系列01《愛因斯坦被摑了一巴》（出版日期：2006年11月）
- D系列02《蕭邦的刀，少女的微笑》（出版日期：2007年12月）
- D系列03《宮本武藏的末世傳人》（出版日期：2011年3月）
- D系列04《秦始皇最恐怖的遺言》（出版日期：2012年10月）
- D系列05《先知瑪雅的預知夢》（出版日期：2015年7月）
- D系列06《曼德拉超時空實驗》（出版日期：2018年7月）
- D系列07《惡之華，聖光之十字》（出版日期：2021年7月）

### 書中自有五環戰士系列
- 【Book Wars 01】《書中自有五環戰士★法國篇》（出版日期：2009年12月）
- 【Book Wars 02】《書中自有五環戰士★英國篇》（出版日期：2013年6月）
- 【Book Wars 03】《書中自有五環戰士★德國篇》（出版日期：2024年7月）

### REPLAY‧AMOEBA系列
- 【Replay★Amoeba 00】《戀上白羊的弓箭》完全版（出版日期：2008年12月）
- 【Replay★Amoeba 01】《沒頭沒腦當上了騎士》（出版日期：2006年7月）
- 【Replay★Amoeba 02】《君子街，淑女拳◆夏之卷》（出版日期：2008年7月）
- 【Replay★Amoeba 03】《君子街，淑女拳◆冬之卷》（出版日期：2016年12月）
- 【Replay★Amoeba 04】《披上狼皮的羊咩咩》完全版（出版日期：2009年6月）
- 【Replay★Amoeba 05】《書虫的少年時代》完全版（出版日期：2011年10月）
- 【Replay★Amoeba 06】《四百米的終點線》完全版（出版日期：2010年6月）
- 【Replay★Amoeba 07】《我是妳的地下枕頭》完全版（出版日期：2019年7月）

### 其他系列
1. 仿冒名著劇場《黑童話集》（出版日期：2014年6月）
2. 《校園怪人列傳》（出版日期：2016年6月）
3. 《原創黑暗地下桌遊大賽》（出版日期：2020年7月）

### 其他作品
1. 《尋找人間天使》（與其他香港作家合著）（出版日期：2002年9月）
2. 《和上海姑娘談戀愛》（出版日期：2004年9月）
3. 詩集《星光．流浪前的情書》
4. 《初戀圍巾》
5. 繪本《跟外星人說i Love U》（與芝麻羔合作）（出版日期：2007年1月）
6. 《味覺回憶——成長中的人．情．味》（與其他香港作家合著）（出版日期：2007年7月）
7. 《新．非人協會》（與其他香港作家合著）（出版日期：2011年8月）
8. 《小城無故事》（與其他香港作家合著）（出版日期：2012年7月）
9. 《宮本武藏的末世傳人》漫畫版（由香港漫畫家孫威軍改編）
10. 《觀城記：做個有情有義的香港人》（出版日期：2013年7月）
11. 《遇見妳，是我最大的福氣》（與新婚妻子Emily合著）（出版日期：2013年8月）
12. 《觀城記（增訂版）及旅居台北簡明天書》（出版日期：2017年6月）
13. 《親愛的小雨果》（與妻子Emily合著）（出版日期：2020年1月）
14. 《讓孩子翻轉人生的那張機票⸺父與子闖大馬！數碼遊牧旅居×國際學校留學》（出版日期：2025年7月）
15. 《叮叮園區奴隸戰記》（出版日期：2025年7月）

## 即將出版作品[14]
- 《杏林家族的繼承人——上卷：我的老婆卒於三十歲》（預計於2027年出版）
- 《杏林家族的繼承人——下卷：我的八歲兒子是被告》（預計於2035年前出版）

## 改篇作品
- 2012年8月，天航首部改編漫畫作品——《宮本武藏的末世傳人》正式面世，由香港漫畫家孫威軍改編，直到現時為止，已經出版至第四冊。
- 2013年9月，天航以其第一部作品《戀上白羊的弓箭》，與拉闊劇團合作，於牛池灣文娛中心公演其小說改編的舞台劇，合共五場。
- 2013年11月，0923+劇團改編《書虫的少年時代》，在賽馬會創意藝術中心 JCCAC 賽馬會黑盒劇場公演六場。
- 2014年3月，拉闊劇團改編《披上狼皮的羊咩咩》，由李蘊擔任女主角，李俊傑為男主角，於澳門首演，同年4月在香港牛池灣文娛中心及上環文娛中心公演九場。
- 2015年9月，拉闊劇團改編《君子街，淑女拳》夏之卷，由安俊豪擔任男主角，梁雨恩客串演出，在香港文化中心劇院公演六場。
- 2016年8月，拉闊劇團改編《書虫的少年時代》，由梁雨恩擔任女主角，鍾浩賢擔任男主角，在上環文娛中心劇院公演六場。
- 2019年4月，拉闊劇團改編《書虫的少年時代》，由許芯悅擔任女主角，馬嘉均擔任男主角，在元朗劇院演奏廳公演五場。

## 外部連結
- 作家天航元宇宙（页面存档备份，存于）
- 天航認證Instagram帳號
- 天航Patreon連載小說頻道 （页面存档备份，存于）
- 香港小說會